# مایک گولیان
میلانیز جی. "مایک" گولیان (انگلیسی: Milanese J. "Mike" Gulian؛ ۲۹ ژوئیهٔ ۱۹۰۰ در ماراش – ۱۰ ژانویهٔ ۱۹۷۰ در نیوتون، ماساچوست) بازیکن فوتبال آمریکایی ارمنی‌تبار اهل ایالات متحده آمریکا در پست تکل‌زن بود.